# Il giornalino di Gian Burrasca (miniserie televisiva)
Il giornalino di Gian Burrasca è una miniserie televisiva italiana del 1964, diretta da Lina Wertmüller.
Destinato ad un pubblico giovanile e trasmesso in prima serata per guadagnare anche una audience più matura, è liberamente ispirato all'omonimo romanzo scritto da Vamba nel 1907 e pubblicato inizialmente a puntate sul Giornalino della Domenica.

## Produzione
Interprete nel ruolo maschile dello scatenato protagonista Giannino Stoppani è Rita Pavone, all'epoca da poco tempo affermata cantante di musica leggera.
La regia è di Lina Wertmüller, responsabile anche dell'adattamento televisivo, mentre le scenografie e i costumi sono rispettivamente di Tommaso Passalacqua e Piero Tosi. Autore delle musiche, dirette da Luis Bacalov, è Nino Rota. Tra i motivi musicali lanciati dalla trasmissione ha avuto successo molto particolare la canzone Viva la pappa col pomodoro.

## Puntate
Lo sceneggiato televisivo in otto puntate venne trasmesso in prima visione dalla Rai il sabato in prima serata, dalle 21:05 alle 22:00 circa, dal 19 dicembre 1964 al 6 febbraio 1965 e replicato nel 1973, nel 1982 e nel 2012 (Rai 5).

## Interpreti

### Principali
- Rita Pavone – Giannino Stoppani, detto "Gian Burrasca"
- Ivo Garrani – il babbo
- Valeria Valeri – la mamma
- Milena Vukotic – Virginia Stoppani
- Pierpaola Bucchi – Luisa Stoppani
- Alida Cappellini – Ada Stoppani
- Arnoldo Foà – l'avvocato Gaetano Maralli
- Paolo Ferrari – il dottor Luigi Collalto
- Laura Torchio – la cameriera Caterina
- Elsa Merlini – la zia Bettina
- Sergio Tofano – il direttore Stanislao (Calpurnio)
- Bice Valori – la direttrice Geltrude

### Secondari
- Italia Marchesini – la zia Matilde
- Odoardo Spadaro – lo zio Venanzio
- Marisa Omodei – la sig.ra Olga
- Enzo Guarini – il sig. Luigi
- Alfredo Bianchini – il sig. Clodoveo Tyrynnanzy
- Mario Maranzana – il sig. Capitani
- Sergio Ferranino – Carlo Nelli
- Francesco Aluigi – Gino Viani
- Giuliano Isidori – Ugo Bellini
- Enrico Luzi – Pietrino Masi
- Claudio Capone – Cecchino Bellucci
- Claudio Figna – Betti, detto "Milordo"
- Gino Pernice – il professor Muscolo
- Alfredo Censi – il preside della scuola
- Edoardo Nevola – Tito Barozzo
- Roberto Chevalier – Luigi "Gigino" Balestra
- Checco Durante – il cuoco del collegio
- Gennarino Palumbo – il sottocuoco del collegio
- Antonio Gerini – il Marchese
- Zoe Incrocci – la Marchesa Sterzi
- Enzo Garinei – il dottor Peruzzi
- Alberto Bonucci – Ambrogio
- Carlo Croccolo – Gosto
- Silvio Bagolini – il notaio Cipollini